# Amphiura multispina
Amphiura multispina är en ormstjärneart som beskrevs av Hubert Lyman Clark 1938. Amphiura multispina ingår i släktet Amphiura och familjen trådormstjärnor. Inga underarter finns listade i Catalogue of Life.